# Lord protektor
Lord protektor (anglicky Lord Protector) je titul používaný v britském ústavním právu pro hlavu státu. Je také titulem pro britské hlavy státu ve vztahu k církvi. Dále je používán pro postavení regenta jednajícího na místě krále. Titul lorda protektora užíval za Anglického společenství Oliver Cromwell a později také jeho syn a nástupce Richard Cromwell.